# Рухань
Ру́хань — деревня в Ершичском районе Смоленской области России. Расположена в южной части области в 18,5 км к юго-востоку от Ершичей, в 1,5 км к западу от границы с Брянской областью, на правом берегу реки Ипуть.
Население — 219 жителей (2019 год). Административный центр Руханского сельского поселения.
Существовала на карте Рославльского уезда 1790-х годов.

## Экономика
Средняя школа, два магазина.

## Достопримечательности
- Городище и курганная группа (27 насыпей) в 1,6 км к югу от деревни.